# Astranis
Astranis Space Technologies Corp. est une société américaine spécialisée dans les satellites de télécommunications géostationnaires . Son siège social est situé à San Francisco, en Californie.
En 2018, Astranis a lancé DemoSat-2, un prototype de CubeSat 3U . Le lancement visait à tester la technologie de radio logicielle (SDR) pour les futurs satellites de communication de plus grande taille.
L'entreprise a dévoilé publiquement ses projets en mars 2018, à la suite d'un tour de financement visant le développement de satellites de communication géostationnaires,.
En janvier 2019, Astranis a lancé un programme commercial avec Pacific Dataport, Inc. pour augmenter la capacité Internet par satellite en Alaska,. Un satellite de 350 kg a été lancé le 30 avril 2023, dans le cadre d'une charge utile multisatellite,.

## Histoire
Satellite de démonstration
Le 12 janvier 2018, Astranis a lancé son premier satellite, « DemoSat 2 », à l'aide d'une fusée indienne PSLV-XL. Le satellite était un cubesat 3U mesurant 10 cm x 10 cm x 30 cm et pesant moins de 3 kg. Il transportait un prototype de la radio logicielle de la société,.
Les satellites géostationnaires
Bloc 1
En 2019, Astranis a loué son premier satellite MicroGEO à Pacific Dataport, Inc., une filiale de Microcom. Le satellite, baptisé Arcturus, devait initialement être lancé début 2022, mais a ensuite été reporté à avril 2023. Après le lancement, la société a confirmé la réussite de la communication avec le satellite et le déploiement du matériel. Des tests ultérieurs ont montré que le satellite pouvait fournir jusqu'à 8,5 Gbit/s, contre 7,5 Gbit/s dans sa spécification de conception.
En juillet 2023, Astranis a signalé un dysfonctionnement dans un ensemble d'entraînement de panneaux solaires alimentés en externe sur Arcturus, ce qui a affecté la capacité du vaisseau spatial à fournir un service Internet. Selon le PDG d'Atranis, John Gedmark, aucun matériel construit par Astranis n'a échoué.
Bloc 2
En avril 2022, Astranis a signé un contrat de lancement avec SpaceX pour son vaisseau spatial MicroGEO « Block 2 ». La société avait précédemment lancé des commandes de composants pour ces engins spatiaux, avec pour objectif initial de les terminer d'ici la fin de 2022.
Bloc 3
Le lancement du bloc 3, composé de cinq satellites, était initialement prévu pour la mi-2024 Le PDG d'Astranis, John Gedmark, a déclaré en avril 2022 que la société visait à avoir plus de 100 satellites en service actif d'ici 2030.
Avenir
Un remplacement d'Arcturus est prévu pour début 2025. Le PDG d'Astranis, John Gedmark, a déclaré en avril 2022 que la société visait à avoir plus de 100 satellites en service actif d'ici 2030.

## Vaisseau spatial
| Lancement                  | Nombre                                                                                | Vaisseau Spatial | Longitude | Client                       | Statut                   |
| -------------------------- | ------------------------------------------------------------------------------------- | --- | --------- | ---------------------------- | ------------------------ |
| 12 janvier 2018, PSLV-XL   |                                                                                       | DémoSat-2 | LEO       | Astranis                     | Succès                   |
| 12 janvier 2018, PSLV-XL   | CubeSat de 5 kg transportant un prototype de charge utile radio définie par logiciel. | |           |                              |                          |
| 1er mai 2023, Falcon Heavy | 1                                                                                     | Arcturus / Aurora 4A | 163°O     | Port de données du Pacifique | Hors service             |
| 1er mai 2023, Falcon Heavy | 1                                                                                     | Premier vaisseau spatial MicroGEO, désignation client Aurora 4A . Lancé à bord d'un Falcon Heavy de SpaceX en avril 2023, il a co-manifesté avec la charge utile principale Viasat-3 Americas et Gravity Space GS-1. Un défaut dans les ensembles d'entraînement des panneaux solaires du vaisseau spatial au début du mois de juillet 2023 a laissé le vaisseau spatial avec une puissance insuffisante pour sa mission principale. Le vaisseau spatial reste fonctionnel, Astranis tentant de récupérer les panneaux solaires du vaisseau spatial ou de les réutiliser pour des missions secondaires. |           |                              |                          |
| 29 décembre 2024, Falcon 9 | 2–5                                                                                   | Andesat-1 |           | Andesat                      | Lancé                    |
| 29 décembre 2024, Falcon 9 | 2–5                                                                                   | Anuvu-1 |           | Anuvu                        | Lancé                    |
| 29 décembre 2024, Falcon 9 | 2–5                                                                                   | Anuvu-2 |           | Anuvu                        | Lancé                    |
| 29 décembre 2024, Falcon 9 | 2–5                                                                                   | UtilitaireSat |           | Port de données du Pacifique | Lancé                    |
| 29 décembre 2024, Falcon 9 | 2–5                                                                                   | Le vaisseau spatial MicroGEO « Block 2 », avec une durée de vie et des performances de débit améliorées. Quatre vaisseaux spatiaux seront lancés par une mission Falcon 9 dédiée directement vers l'orbite géostationnaire. Les manifestations sont : - L'un des deux engins spatiaux commandés par Grupo Andesat pour « plus de 90 millions de dollars » pour fournir un service Internet au Pérou. - Deux des huit engins spatiaux commandés par Anuvu (anciennement Global Eagle) pour la connectivité maritime et aérienne. - UtilitySat, un satellite de secours polyvalent en orbite prévu pour remplacer le vaisseau spatial Arcturus en panne jusqu'à ce qu'un remplacement dédié puisse être lancé. |           |                              |                          |
| 2025                       | 6-10                                                                                  | Apco-1 |           | Réseaux Apco                 | En cours de construction |
| 2025                       | 6-10                                                                                  | Apco-2 |           | Réseaux Apco                 | En cours de construction |
| 2025                       | 6-10                                                                                  | inconnu |           | Orbith                       | En cours de construction |
| 2025                       | 6-10                                                                                  | Orbits Corp |           |                              | En cours de construction |
| 2025                       | 6-10                                                                                  | Thaicom-9 |           | Thaicom                      | En cours de construction |
| 2025                       | 6-10                                                                                  | Vaisseau spatial MicroGEO « Block 3 ». Sont présents : - Deux engins spatiaux commandés par Apco Networks pour desservir le Mexique. - Un vaisseau spatial commandé par Orbits Corp pour desservir les Philippines, la capacité étant elle-même sous-traitée au fournisseur de télécommunications HTechCorp. - Un vaisseau spatial commandé par Thaicom pour desservir la Thaïlande |           |                              |                          |